# Kalap-zsomboly
A Kalap-zsomboly az Aggteleki Nemzeti Park területén található egyik barlang. A barlang az Aggteleki-karszt és a Szlovák-karszt többi barlangjával együtt 1995 óta a világörökség része. Régészeti leletek kerültek elő belőle.

## Leírás
Az Alsó-hegy fennsíkjának keleti részén, Komjáti központjától északra, egy ikertöbör nyugati peremén, erdőben, mohos sziklakibúvásban van a bejárata. A Rőt-kúti Dreher-zsombolytól délnyugatra, a XII.48-as sorszámú határkőtől nem messze nyílik. A töbörcsoporttól nyugatra egy észak-dél irányú régi földút található. Néhány turistatérkép jelöli a barlang helyét, de ezek a barlang nevét nem tüntetik fel. A bejárat mellett egy üreg van, amely valószínűleg összefügg a Kalap-zsomboly egyik kürtőjével. Ez az üreg Félembernyi-barlang néven is előfordul az irodalmában.
A bontott, szabálytalan alakú, függőleges tengelyirányú bejárat 1×1,3 m széles. A zsomboly vízszintes kiterjedése 6 m. Középső triász és felső triász mészkőben jött létre tektonikus repedések mentén, leszivárgó vizek hatására a barlang. Függőleges jellegű barlang oldott felületekkel, ujjbegykarrokkal. A barlang jellemző morfológiai nagyformája az akna. Kis hosszúsága ellenére sok benne a különböző ásványképződmény, pl. mikrotetarátás felszínű cseppkőbekérgezés és huzatborsókő. Járataiban denevérek is előfordulnak. A lezáratlan barlang engedély nélkül bejárható.
1973-ban volt először Kalap-zsombolynak nevezve a barlang az irodalmában. Előfordul a barlang az irodalmában K-12 (Kósa 1992), Kalap zsomboly (Gádor, Hellebrandt 1975), Mogyoró-zsomboly (Borzsák 2016), Oříšková (Vlk 2019), Orisková (Borzsák 2016) és Privát (Kósa 1992) neveken és jelöléssel is.

## Kutatástörténet
1965-ben Székely Kinga mérte fel a barlangot, majd szerkesztette meg a barlang 2 függőleges hosszmetszet térképét és keresztmetszet térképét. 1973-ban Bárczi Éva késő bronzkori cserepeket gyűjtött a zsombolyból, amelyeket a Herman Ottó Múzeumba vitt. Leltári szám: 73.30.2. A Karszt- és Barlangkutatási Tájékoztató 1973. évi 2. füzetében az olvasható, hogy a zsombolyban 4 m vastag kitöltés alól 400–600 éves tehéncsontok kerültek elő. Ezek kora a kalcium és a foszfor aránya alapján lett meghatározva.
1975-ben Kovács J. és Csernavölgyi László felmérték a barlangot, majd Csernavölgyi László a felmérés alapján megszerkesztette a barlang alaprajz térképét, hosszmetszet térképét és keresztmetszet térképét. Az 1984-ben kiadott, Magyarország barlangjai című könyv országos barlanglistájában szerepel az Aggteleki-karszton lévő barlang Kalap-zsomboly néven. A listához kapcsolódóan látható az Aggteleki-karszt és a Bükk hegység barlangjainak földrajzi elhelyezkedését bemutató 1:500 000-es méretarányú térképen a barlang földrajzi elhelyezkedése.
Az 1992. évi Karszt és Barlangban publikált, az Alsó-hegy magyarországi részének töbreit, zsombolyait és beszakadásait bemutató ábrán látható a barlang földrajzi elhelyezkedése. Az 1992-ben megjelent, Alsó-hegyi zsombolyatlasz című könyvben megjelentek a barlang 1975-ben készült térképei. A kiadványban meg van említve, hogy a Félembernyi-barlang a Kalap-zsomboly mellett található. A kiadványban lévő, az Alsó-hegy fennsíkjának magyarországi oldalát bemutató egyik térképen meg van jelölve a Kalap-zsomboly helye. Több adattal együtt fel van tüntetve két irodalmi hivatkozás, amelyekben említve van a barlang.
A barlang az Aggteleki-karszt és a Szlovák-karszt többi barlangjával együtt 1995 óta a világörökség része. A Nyerges Attila által 1997-ben készített szakdolgozat szerint a 6 m mély Kalap-zsomboly az Alsó-hegy magyarországi részének 55. legmélyebb barlangja. Az 54. legmélyebb (Iker-zsomboly), az 56. legmélyebb (Karácsony-zsomboly), az 57. legmélyebb (Útmenti-zsomboly), az 58. legmélyebb (Hideg-lyuk) és az 59. legmélyebb (Dugó-lyuka) szintén 6 m mélyek. A szakdolgozatban meg van említve a Félembernyi-barlang az Alsó-hegy magyarországi részének egyéb barlangtorzói, beszakadásai és karsztobjektumai között.
A 2008. szeptember 27-én megrendezett XV. Lakatos Kupa kiadványa szerint a Kalap-zsomboly 6 m mély. A barlang nem volt a verseny helyszínei között. 2009. július 23-án a barlangot Pastorek D. és Dobeš P. mérték fel, majd Pastorek D. a felmérés alapján megszerkesztette a barlang alaprajz térképét és hosszmetszet térképét. Varga Gábor 2013-ban megjelent régészeti összefoglaló tanulmányában nincs említve ez a lelőhely. Nyírő Ádám Artúr 2015-ös régészeti tárgyú szakdolgozatában meg van említve a lelőhely.
Az Alsó-hegy karsztjelenségeiről szóló, 2019-ben kiadott könyvben az olvasható, hogy a Kalap-zsomboly (Mogyoró-zsomboly, Oříšková, Privát) ismeretlen hosszú és 6 m mély. A barlang azonosító számai: Szlovákiában 167, Magyarországon 5452/88. A könyvben publikálva lettek a barlang 2009-ben készült térképei. A barlangot 2009-ben Pastorek D. és Dobeš P. mérték fel, majd 2009-ben Pastorek D. a felmérés alapján megrajzolta a barlang térképeit. A térképeket 2015-ben Luděk Vlk digitalizálta. A kiadványhoz mellékelve lett az Alsó-hegy részletes térképe. A térképet Luděk Vlk, Mojmír Záviška, Ctirad Piskač, Jiřina Novotná, Miloš Novotný és Martin Mandel készítették. A térképen, amelyen fekete ponttal vannak jelölve a barlangok és a zsombolyok, látható a Kalap-zsomboly (5452/88, 167) földrajzi elhelyezkedése.

## További irodalom
- A Tektonik Barlangkutató Csoport kézirata az MKBT barlangkataszteri pályázatra. 1977.